# Pseudopostega spilodes
Pseudopostega spilodes là một loài bướm đêm thuộc họ Opostegidae. Nó được Edward Meyrick miêu tả năm 1915. Nó được tìm thấy ở Mysore, Ấn Độ.